# Jakub Sylvestr
Jakub Sylvestr (ur. 2 lutego 1989 w Bańskiej Bystrzycy) – słowacki piłkarz grający na pozycji napastnika.

## Kariera klubowa
Do seniorskiej drużyny Slovana Bratysława Sylvestr trafił jako osiemnastolatek. W słowackiej ekstraklasie zadebiutował 18 lipca 2007 wychodząc w pierwszym składzie na otwierający sezon mecz z MFK Dubnica. Pierwsze trafienie zanotował zaś w wygranym 3-0 meczu 10. kolejki przeciwko FC Senec. W całych rozgrywkach rozegrał 31 spotkań, strzelił 6 goli i zaliczył 2 asysty, czym przyczynił się do zajęcia przez swoją drużynę piątego miejsca w tabeli.
W kolejnym sezonie Slovan został mistrzem Słowacji, ale Sylvestr tylko dwukrotnie trafiał do siatki rywali. Rundę wiosenną spędził na wypożyczeniu w klubie Artmedia Petržalka, gdzie zdobył siedem bramek, czym pomógł drużynie zająć szóstą lokatę w tabeli. 4 kwietnia 2009 zdobył swojego pierwszego hat-tricka w karierze zdobywając wszystkie bramki w meczu przeciwko Tatranowi Preszów. Po zakończeniu rozgrywek powrócił do Slovana.
Sezon 2009/2010 zakończył się dla ekipy z Bratysławy zdobyciem Pucharu Słowacji (w finale Slovan wygrał aż 6-0 ze Spartakiem Trnawa, a jedną z bramek zdobył właśnie Sylvestr) i wicemistrzostwa kraju.
Następne rozgrywki Sylvestr zaczął jeszcze jako piłkarz Slovana, ale 29 sierpnia 2010 za 1,5 miliona € przeszedł do Dinama Zagrzeb, z którym podpisał pięcioletni kontrakt. W nowym klubie zadebiutował 19 września w derbowym spotkaniu przeciwko NK Zagrzeb. Pierwszego gola strzelił 3 października pokonując bramkarza NK Istra 1961. Ogółem w całym sezonie rozegrał w drużynie 21 meczów, zdobył dwie bramki i zanotował cztery asysty. Dinamo zostało mistrzem Chorwacji.
Sezon 2011/2012 nie był dla Słowaka zbytnio udany. Jego klub obronił mistrzostwo kraju, ale udział Sylvestra był w tym niewielki. Z zaledwie jedenastu rozegranych spotkań tylko trzy rozegrał w pełnym wymiarze czasowym. Nie zdobył żadnej bramki.
Latem 2012 został wypożyczony na rok do Erzgebirge Aue, niemiecki klub zastrzegł sobie jednakże prawo pierwokupu gracza. Sylvestr zadebiutował w nowym zespole 3 sierpnia w meczu przeciwko FC St. Pauli. Pierwszą bramkę w 2. Bundeslidze zdobył 30 września zdobywając jedyną bramkę dla gości w przegranym 1-3 wyjazdowym spotkaniu z Dynamem Drezno. Wcześniej, bo 19 sierpnia słowacki napastnik wprowadził „Fiołki” do drugiej rundy Pucharu Niemiec strzelając dwa gole Eintrachtowi Frankfurt. Ponadto Sylvestr wywalczył rzut karny i mecz zakończył się zwycięstwem jego drużyny 3-0. W kolejnej rundzie Erzgebirge uległo jednak 1. FSV Mainz 05. W rundzie jesiennej rozgrywek ligowych Jakub Sylvestr zdobył w sumie sześć bramek i zaliczył cztery asysty. W sezonie 2013/2014 zdobył 15 bramek i został królem strzelców 2. Bundesligi (wraz z Mahirem Sağlıkiem z SC Paderborn 07).
W 2014 roku Sylvestr za 1,7 mln euro przeszedł 1. FC Nürnberg, z którego był potem wypożyczony do SC Paderborn 07. 28 stycznia 2017 podpisał pięciomiesięczny kontrakt duńskim Aalborg BK. W 2018 przeszedł do Beitaru Jerozolima.
| Sezon     | Klub               | Kraj      | Rozgrywki     | Mecze | Bramki |
| --------- | ------------------ | --------- | ------------- | ----- | ------ |
| 2007/2008 | Slovan Bratysława  | Słowacja  | Corgoň Liga   | 31    | 6      |
| 2008/2009 | Slovan Bratysława  | Słowacja  | Corgoň Liga   | 13    | 2      |
| 2008/2009 | Artmedia Petržalka | Słowacja  | Corgoň Liga   | 14    | 7      |
| 2009/2010 | Slovan Bratysława  | Słowacja  | Corgoň Liga   | 28    | 4      |
| 2010/2011 | Dinamo Zagrzeb     | Chorwacja | Prva HNL      | 21    | 2      |
| 2011/2012 | Dinamo Zagrzeb     | Chorwacja | Prva HNL      | 11    | 0      |
| 2012/2013 | Erzgebirge Aue     | Niemcy    | 2. Bundesliga | 32    | 8      |
| 2013/2014 | Erzgebirge Aue     | Niemcy    | 2. Bundesliga | 34    | 15     |
| 2014/2015 | 1. FC Nürnberg     | Niemcy    | 2. Bundesliga | 33    | 9      |
| 2015/2016 | 1. FC Nürnberg     | Niemcy    | 2. Bundesliga | 3     | 0      |
| 2015/2016 | SC Paderborn 07    | Niemcy    | 2. Bundesliga | 4     | 0      |
| 2016/2017 | 1. FC Nürnberg     | Niemcy    | 2. Bundesliga | 6     | 1      |
| 2016/2017 | Aalborg BK         | Dania     | Superligaen   | 12    | 5      |
| 2017/2018 | Aalborg BK         | Dania     | Superligaen   | 10    | 0      |

Stan na koniec 2017.

## Kariera reprezentacyjna
Jakub Sylvestr ma za sobą grę w młodzieżowych reprezentacjach Słowacji. W dorosłej kadrze zadebiutował 3 września 2010 w meczu eliminacji Euro 2012 przeciwko Macedonii. Sylvestr pojawił się na boisku w doliczonym czasie gry zmieniając Petera Pekaríka, a Słowacy wygrali to spotkanie 1-0. Na kolejne spotkanie w narodowych barwach urodzony w Bańskiej Bystrzycy musiał poczekać aż do 14 listopada 2012 roku, kiedy to trener Michal Hipp desygnował go do gry w wyjściowym składzie na mecz towarzyski z Czechami.
| l.p. | Data              | Miejsce    | Przeciwnik         | Rezultat | Rozgrywki   | Grał   | Uwagi |
| ---- | ----------------- | ---------- | ------------------ | -------- | ----------- | ------ | ----- |
| 1.   | 3 września 2010   | Bratysława | Macedonia Północna | 1-0      | el. ME 2012 | od 90' |       |
| 2.   | 14 listopada 2012 | Ołomuniec  | Czechy             | 0-3      | towarzyski  | do 46' |       |
| –    | 19 listopada 2013 | Faro       | Gibraltar          | 0-0      | towarzyski  | do 84' | [ 1 ] |
| 3.   | 23 maja 2014      | Senec      | Czarnogóra         | 2-0      | towarzyski  | od 46' |       |
| 4.   | 26 maja 2014      | Petersburg | Rosja              | 0-1      | towarzyski  | od 62' |       |
| 5.   | 4 września 2014   | Žilina     | Malta              | 1-0      | towarzyski  | od 62' |       |